# 戴氏腹口鯰
戴氏腹口鯰為輻鰭魚綱鯰形目海鯰科的其中一種，分布於亞洲新幾內亞中南部淡水流域，體長可達20公分，棲息在水質混濁、植被生長的溪流，屬肉食性，以水生昆蟲為食。